# Kopflaus
Die Kopflaus (Pediculus humanus capitis) ist ein flügelloses Insekt aus der Ordnung der Tierläuse (Phthiraptera). Sie gehört zur Familie der Menschenläuse (Pediculidae) und zur Gattung Pediculus – diese Gattung umfasst vier Arten, von denen zwei ausschließlich den Menschen parasitieren. Der Befall wird als Pedikulose bezeichnet. Ob Pediculus humanus und Pediculus capitis separate oder nur Unterarten einer Spezies sind, ist unter Wissenschaftlern strittig; handelte es sich um Unterarten, wäre die korrekte Bezeichnung für die Kleiderlaus Pediculus humanus humanus und für die Kopflaus Pediculus humanus capitis.
Die Bezeichnung „Kleiderlaus“ ist insofern irreführend, als Pediculus humanus direkt am Körper anliegende Kleidung als „Rückzugsgebiet“ nutzt, aber prinzipiell überall am Körper – mit Ausnahme des Kopfes – Blut saugt. Filzläuse oder Schamläuse (Phthirus pubis) parasitieren ebenfalls ausschließlich den Menschen, gehören aber zu einer anderen Gattung (Phthirus) und Familie (Phthiridae).

## Biologische Merkmale

Leere Eihülle einer Nisse bei 25-facher Vergrößerung. (Die Haarwurzel befindet sich rechts unten außerhalb des Bildes.)

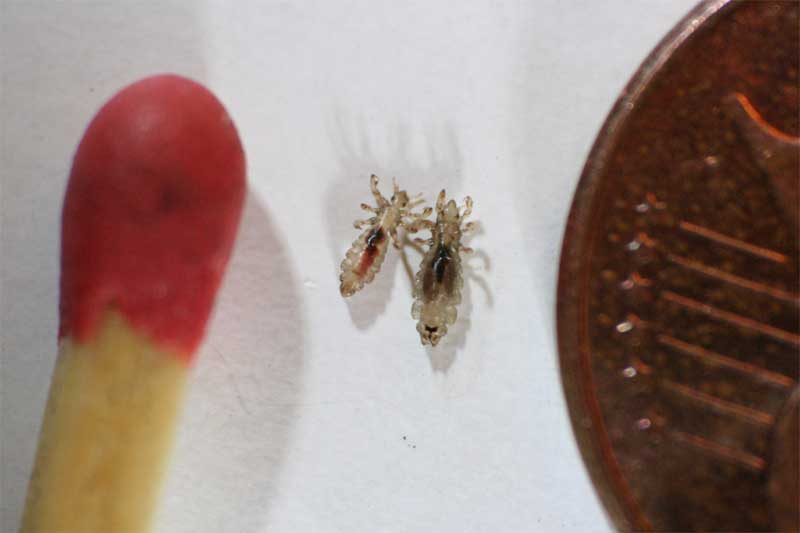
Ausgewachsene männliche (links) und weibliche Kopflaus zwischen Streichholzkopf und 1-Eurocent-Münze

Der natürliche Lebensraum der Kopflaus sind Kopfhaut und Haare des Menschen. Kopfläuse nehmen Blut auf, indem sie mit stilettartigen Fortsetzungen ihres Kopfes die oberste Hautschicht einritzen und Blut aus einer eröffneten Kapillare aufsaugen. Gleichzeitig spritzen sie Speichel in die mikroskopisch kleine Wunde, um die Blutgerinnung zu unterbinden. Bislang unbekannte Inhaltsstoffe des Läusespeichels wirken immunogen, werden also vom Immunsystem des Menschen als fremd erkannt.
Die Kopflaus hat pigmentierte Augen. Das Abdomen der Kopflaus ist in sieben Abschnitte (Segmente) gegliedert. In jedem Segment befindet sich auf jeder Körperseite eine Atemöffnung (Stigme). Ein weiteres Stigmenpaar befindet sich im Bereich des Thorax. Die Stigmen haben einen Durchmesser von weniger als zehn Mikrometer und gehen in Tracheen über, die sich verästeln und die inneren Organe der Laus mit Sauerstoff versorgen.
Die Endglieder der Beine sind zu hakenförmigen Krallen umgeformt. Mit diesen Klauen kann sich die Kopflaus sehr gut an Haaren festhalten bzw. daran entlang bewegen. Typischerweise hält sich eine Kopflaus mit einigen Klauen an einem Haar fest und ergreift mit den freien Klauen ein anderes. Auf diese Weise gelangen die Parasiten schnell von einem Kopf zu einem anderen. Auf glatten Oberflächen können sich Kopfläuse dagegen nur unbeholfen fortbewegen.
Kopfläuse machen nur eine inkomplette Metamorphose durch (Hemimetabolie). Das heißt, aus dem Ei geschlüpfte Nymphen sehen bereits wie adulte Läuse aus, sind aber deutlich kleiner. Frisch geschlüpfte Nymphen sind 1–2 mm, erwachsene Läuse ca. 3 mm lang. Nach etwa 9–12 Tagen ist eine Kopflaus geschlechtsreif. Erst dann versucht sie, auf den Kopf einer anderen Person zu gelangen. Weibliche Kopfläuse sind nicht zur Parthenogenese befähigt.
Bei den ausgewachsenen und geschlechtsreifen Tieren ist die männliche Laus etwas kleiner und schlanker als die weibliche. Sie können ausgewachsen eine Größe von bis zu 3 mm erreichen.
Der chitinöse Panzer der Laus kann transparent, weißlich-gräulich oder bräunlich sein. In Bevölkerungen mit einer schwachen Hautpigmentation ist die Chitinhülle in der Regel weißlich-gräulich, in Bevölkerungen mit dunkler Haut dagegen eher bräunlich. Nach dem Blutsaugen erscheint die Laus rötlich, da der mit Blut gefüllte Verdauungstrakt durch die Chitinhülle hindurch schimmert. Die unterschiedliche Farbe der Chitinhülle ist eine im Laufe der Evolution erfolgte Anpassung, die die Erkennung der Parasiten durch den Wirt erschwert und das Entlausen schwierig macht.
Das Temperaturoptimum für die Entwicklung der Eier liegt zwischen 34 °C und 36 °C. Bei dieser Temperatur und einer hohen Luftfeuchtigkeit (Verhältnissen, wie sie für die Kopfhaut charakteristisch sind) schlüpfen juvenile Läuse in der Regel innerhalb von 7–8 Tagen aus dem Ei. Sinkt die Temperatur, dauert die Entwicklung des Embryos länger. Allerdings enthalten etwa 30 % aller Eier keinen Embryo, oder der Embryo hat sich nicht zu einer lebensfähigen Laus entwickelt.

## Entwicklungsgeschichte/Geschichte
Vorfahren der heutigen Kopfläuse parasitierten bereits unsere hominiden Urahnen. Vor etwa 5,6 Millionen Jahren trennten sich die Vorfahren der Kopflaus/Kleiderlaus in zwei Arten auf, die sich auf Schimpansen und den Menschen spezialisierten. Pediculus schaeffi befällt noch heute Schimpansen und Pediculus humanus den Menschen.
Studien an mitochondrialer DNA (mtDNA) haben gezeigt, dass sich Pediculus humanus vor etwa zwei Millionen Jahren in drei monophyletische Gruppen aufgeteilt hat, von denen jede eine charakteristische geographische Verteilung hat. Die monophyletische Gruppe A beinhaltet Kopfläuse und Kleiderläuse und ist weltweit verbreitet. Die monophyletische Gruppe B findet sich ausschließlich in Kopflauspopulationen von Europa, Amerika und Australien. Gruppe A und B waren in Nordamerika bereits vor der Entdeckung Amerikas und wurden mehrfach im Haar von indianischen Mumien entdeckt. Die monophyletische Gruppe C wurde bislang nur in Nepal und in Australien nachgewiesen. Nach einer Theorie haben sich Kleiderläuse und Kopfläuse in zwei Arten aufgetrennt, als unsere Vorfahren ihr dichtes Haarkleid verloren und anfingen, sich mit Fellen zu bekleiden.
Eine 2004 publizierte Genanalyse von Kopfläusen, die ein Team um David Reed von der University of Florida vorlegte, wies zwei Abstammungsgruppen nach, deren Entwicklung – geschätzt anhand der molekularen Uhr – seit mehr als 1,1 Millionen Jahre getrennt voneinander verlief. Heute kommt die eine Population auf allen Kontinenten vor, die zweite nur in Amerika. Da die Trennung der beiden Läuse-Populationen annähernd in jene Zeitspanne fällt, in der Homo erectus aus Afrika auswanderte, vermuten die Forscher, dass Homo erectus die Vorfahren der einen Population mitbrachte und dass sie die aus Homo erectus hervorgegangenen Neandertaler ebenfalls besiedelten. Als Jahrzehntausende später der in Afrika aus Homo erectus hervorgegangene moderne Mensch (Homo sapiens) aus Afrika auswanderte, brachte er die zweite Population mit, die sich zwischenzeitlich in Afrika – wie er selbst – genetisch verändert hatte. Während es in Europa offenbar keinen intensiven Kontakt zwischen Neandertaler und Homo sapiens gab, bei denen die ausschließlich auf dem menschlichen Kopf lebenden Läuse übertragen werden konnten, muss es – so die Deutung von David Reed – in Asien zu engeren Kontakten gekommen sein: Die später von Asien aus nach Amerika weitergewanderten Gruppen von Homo sapiens scheinen jedenfalls beide Läuse-Populationen mitgeführt zu haben, die eigenen und die mutmaßlich von Homo erectus übernommenen.
Läuse und Lauseier sind in 8.000 bis 10.000 Jahre alten Textilien, Haaren und Kämmen identifiziert worden, die bei archäologischen Ausgrabungen z. B. auf den Aleuten, im Südwesten der Vereinigten Staaten, in Mexiko und Peru entdeckt wurden. Auf einem koptischen Holz-Kamm aus Antinoë in Ägypten wurden sieben Nissen entdeckt. Vergleichbare Funde sind aus dem hellenistischen und römischen Palaestina bekannt.
Im 17. und im 18. Jahrhundert war Kopflausbefall in Europa in allen Gesellschaftsschichten verbreitet. Bei Perückenträgern waren Kopfläuse eine regelrechte Plage. Noch im 19. Jahrhundert war Kopflausbefall in den ärmeren Bevölkerungsschichten in den Städten wie auf dem Land extrem häufig. Besonders betroffen waren Familien, in denen man sehr eng zusammen lebte und sich mehrere Personen ein Bett teilten. Unter diesen Verhältnissen hatten die meisten Menschen gleichzeitig Kopf- und Kleiderläuse.

## Vorkommen
Kopfläuse sind – im Gegensatz zu Kleiderläusen – weltweit verbreitet. Die Häufigkeit schwankt jedoch erheblich von Bevölkerungsgruppe zu Bevölkerungsgruppe. In der Regel sind Kinder häufiger betroffen als Erwachsene und Mädchen häufiger als Jungen. Dies hängt mit dem alters- und geschlechtsspezifischen Verhalten zusammen, das Kopfläusen einen leichteren Wirtswechsel ermöglicht, und nicht mit biologischen Merkmalen des Wirtes.
In Mittel- und Nordeuropa liegt die Häufigkeit von Kopflausbefall im Kindesalter zwischen 2 und 20 %, in Entwicklungsländern dagegen bei bis zu 60 %. In einem städtischen Elendsquartier in Brasilien hatten 80 % aller Mädchen Kopfläuse.
Kopflausbefall tritt typischerweise in Form von Kleinepidemien in betreuten Einrichtungen, Kindergärten oder Schulen auf. Bei Epidemien in Kindergärten oder Schulklassen können 30 % und mehr aller Kinder betroffen sein.
Für Deutschland wurde eine Häufigkeit von 600 bis 1000 Neuerkrankungen pro 10.000 Kinder pro Jahr ermittelt. Damit ist Kopflausbefall die häufigste parasitäre Infektion im Kindesalter und nach den Erkältungskrankheiten die häufigste Infektionskrankheit.
Die Häufigkeit von Kopflausbefall schwankt erheblich in Abhängigkeit von der Jahreszeit. Von Januar bis Juli/August treten Neuerkrankungen konstant auf, allerdings in verhältnismäßig geringer Zahl. Mit dem Beginn der Sommerferien nimmt die Zahl der neuen Fälle rasch zu und erreicht etwa um die 37. Kalenderwoche ein Maximum. Danach geht die Zahl der Neuerkrankungen zurück und erreicht am Ende des Jahres wieder den „Basiswert“.

## Die Kopflaus als Parasit

### Übertragungsweg beim Menschen
Der typische Übertragungsweg ist enger Kopfkontakt mit einer Person, die von Kopfläusen befallen ist. Vermutlich entstehen nahezu alle neuen Erkrankungen über diesen Weg. Gemeinsam benutzte Kopfkissen, Handtücher oder Kämme können theoretisch zu einer Infektion führen, in der Praxis ist das aber die Ausnahme, wie australische Forscher gezeigt haben: Speare und andere untersuchten 48 schwer befallene Kinder. Sie isolierten 1845 Läuse von den Kinderköpfen, fanden aber nur in zwei Fällen je eine junge Kopflaus auf dem Kopfkissen. Mützen, Ohrenschützer, Kuscheltiere etc. sind für die Übertragung von Kopfläusen praktisch ohne Belang: Forscher untersuchten systematisch 1000 Kopfbedeckungen von Schulkindern und fanden nicht eine einzige Laus – dagegen sammelten sie 5500 Läuse von den Köpfen der Schüler, die diese Mützen getragen hatten. Textile Oberflächen wie Sitzgarnituren, Kopfstützen, Teppichböden etc., aber auch glatte Oberflächen wie Tische, Schulbänke und Fußböden sind ungeeignet für Kopfläuse und stellen kein Infektionsrisiko dar. In einer Studie der James Cook University in Townsville, Australien, wurden 118 Klassenräume und die dort unterrichteten 2230 Kinder auf Kopflausbefall untersucht. Weder auf den Bänken noch auf den Tischen und dem Fußboden wurde eine einzige Kopflaus entdeckt. Dagegen wurden 14.033 Läuse von den Köpfen der Kinder abgesammelt.
Kopfläuse sind ähnlich häufig bei Kindern, die ihre Haare regelmäßig waschen, und solchen mit geringer Körperpflege. Im Gegensatz zu früheren Epochen ist Kopflausbefall in Deutschland nicht mit Armut assoziiert. Eine Studie in Braunschweig zeigte, dass Kopflausbefall bei Kindern mit Migrationshintergrund seltener war als bei Kindern ohne Migrationshintergrund. Es besteht auch kein konsistenter Zusammenhang zwischen Haarmerkmalen wie Farbe, Länge, Dicke der Haare und der Präsenz von Kopfläusen.

### Parasit-Wirt-Wechselbeziehungen
Kopfläuse ernähren sich ausschließlich von menschlichem Blut. Um zu überleben, müssen sie alle zwei bis vier Stunden Blut aufnehmen. Können Kopfläuse kein Blut saugen, beispielsweise, weil sie in der Nacht aus dem Haar gefallen sind, überleben sie in der Regel nicht länger als einen Tag. Weibliche Kopfläuse leben unter optimalen Bedingungen rund 20 Tage und maximal 30 Tage. Eine weibliche Laus produziert im Laufe ihres Lebens 150 bis 300 Eier. Die Eier werden mit einem Sekret an den Haarschaft direkt über der Kopfhaut geklebt. Das Sekret härtet zu einer zementartigen Substanz aus und hat dann eine ähnliche Struktur wie die Matrix des Haares. Diese sehr widerstandsfähigen chitinhaltigen Eihüllen bezeichnet man als Nissen.
Die Eier werden vor allem dort angeklebt, wo die Haare besonders dicht aneinander stehen: An den Schläfen, hinter den Ohren und im Nacken. Hier bleibt die Temperatur relativ konstant und ist die Luftfeuchtigkeit besonders hoch, so dass weniger Gefahr besteht, dass gerade geschlüpfte Läuse austrocknen. Die Nymphen schlüpfen bei durchschnittlicher Raumtemperatur in der Regel innerhalb von 7–8 Tagen. Lange glaubte man, dass spätestens nach 10 Tagen alle entwicklungsfähigen Embryos die Eihülle (= Nisse) verlassen haben. Eine neue Arbeit zeigt jedoch, dass diese auch erst nach 14 Tagen oder später schlüpfen können.

### Immunantwort und Krankheitszeichen
Das Immunsystem der Haut erkennt Komponenten des Läusespeichels als fremd und reagiert darauf mit einer Immunreaktion vom verzögerten Typ. Diese manifestiert sich in Form kleiner, einige Millimeter bis ein Zentimeter messender Schwellungen (Papeln) auf der Kopfhaut. Diese Schwellungen jucken stark. Der ausgeprägte Juckreiz induziert Kratzen. Wird die entzündete Stelle intensiv gekratzt, kommt es zu einer Zerstörung (Exkoriation) der Kopfhaut. Bestehen Exkoriationen über längere Zeit, können sich daraus Geschwüre entwickeln. Exkoriationen und Geschwüre sind Eintrittspforten für Eitererreger (Streptokokken, Staphylokokken). Bei einer länger persistierenden, nicht behandelten bakteriellen Infektion der Kopfhaut schwellen die regionalen Lymphknoten an.
Bei einem Erstbefall treten die Krankheitszeichen erst nach 3–5 Wochen auf, so dass die Parasitose in der Regel auch erst dann erkannt wird. Dies bedeutet, dass die betroffene Person bereits mehrere Wochen infektiös war und möglicherweise bereits andere Personen angesteckt hat. Kommt es nach einer ausgeheilten Pediculosis capitis zu einem erneuten Befall der Kopfhaut, so treten die Symptome bereits nach 48 Stunden auf. Der Anteil symptomloser Kopflausträger ist unbekannt.

### Übertragung von Krankheitserregern
Während Kleiderläuse seit langem als Überträger von Krankheitserregern bekannt sind, ist die Rolle von Kopfläusen bei der Übertragung von Bakterien erst vor kurzem erforscht worden. Studien haben gezeigt, dass Kopfläuse Rickettsia prowazekii (Erregerin des Fleckfiebers) und Bartonella quintana (Erregerin des Fünf-Tage-Fiebers) übertragen können. Diese gefährlichen Bakterien sind in Europa sehr selten, in einigen Entwicklungsländern jedoch weit verbreitet. Die Bakterien gelangen beim Blut-Saugen über den Speichel der Kopflaus direkt in die Blutbahn des Menschen. Eitererreger werden dagegen passiv über Beine und Körper der Läuse von einer infizierten Stelle der Kopfhaut auf andere Stellen verschleppt.

## Diagnose
Meist wird die Erkrankung entdeckt, wenn beim Kämmen eine Laus vom Kopf fällt, ein Kind sich häufig kratzt oder bei näherem Hinsehen eine Laus entdeckt wird. Beim Nachweis von Kopflausbefall bestehen zwei grundsätzliche Schwierigkeiten:
- Erstens sind in Europa bei 80 % der Betroffenen lediglich weniger als zehn Läuse vorhanden, in Entwicklungsländern sind es häufig hundert und mehr;[43] um sicherzugehen, dass ein Kinderkopf frei von Läusen ist, ist deshalb eine genaue Untersuchung notwendig.
- Zweitens sind Kopfläuse – vor allem die juvenilen Entwicklungsstadien – schwierig zu erkennen, da sie sehr klein und nahezu durchsichtig sind oder in etwa die Farbe der Haare haben.

Die Eier der Kopfläuse sind besonders unter Vergrößerung in der Regel leichter zu erkennen als die Tiere selbst. Erstere sind fest an einem Haar fixiert und in der Regel auf fünf Areale begrenzt: Haare an den Schläfen, Haare hinter den Ohren und Haare im Nacken. Während die leeren Eihüllen („Nissen“) unschwer als weißliche Objekte zu erkennen sind, sind die entwicklungsfähigen, gräulich-bräunlichen Eier eher unscheinbar.
Die Unterscheidung zwischen beiden Eitypen ist wichtig: Finden sich an den Haaren bei Abwesenheit von bereits geschlüpften Läusen nur weißliche Eihüllen, braucht nicht behandelt zu werden. Gräulich-bräunliche Eier enthalten dagegen meist ein entwicklungsfähiges Lausembryo, das spätestens nach acht Tagen als juvenile Laus aus dem Ei schlüpft. In diesem Fall ist eine Behandlung notwendig.
Eine indirekte Methode, um herauszufinden, ob Eier entwicklungsfähige Lausembryonen enthalten – sich also in einigen Tagen Läuse auf der Kopfhaut finden werden –, ist der Abstand der Eier zur Haarwurzel. Da die Haare eines Kindes um etwa einen Zentimeter pro Monat wachsen und juvenile Läuse in der Regel innerhalb von acht Tagen aus embryonierten Eiern geschlüpft sind, stellen Eier, die weiter als einen Zentimeter von der Kopfhaut entfernt sind, normalerweise kein Risiko dar. Egal wie sie aussehen, sie enthalten lediglich abgestorbene Lausembryonen. Da es jedoch in Ausnahmefällen vorkommen kann, dass juvenile Läuse auch erst nach 14 Tagen oder später schlüpfen, ist diese Methode nicht sehr zuverlässig.
Zwei Methoden haben sich zum Nachweis/zum Ausschluss eines Kopflausbefalls bewährt: Die sogenannte „visuelle Inspektion“ und das „feuchte Auskämmen“: Bei der visuellen Inspektion werden Haare und Kopfhaut systematisch mit einem Vergrößerungsglas betrachtet. Beim feuchten Auskämmen werden die Haare zuerst mit einer Haarspülung angefeuchtet, dann in Strähnen gelegt und Strähne für Strähne gründlich mit einem Läusekamm ausgekämmt. Nach jedem Auskämmen wird der Kamm auf einem weißen Papier oder Tuch ausgestrichen. Ist eine Laus zwischen den Zähnen des Kammes hängengeblieben, kann man sie auf dem weißen Hintergrund gut erkennen. Diese Diagnosemethode hat gleichzeitig einen therapeutischen Effekt.
Die Methode der Wahl, um Läuse zu entdecken, ist das feuchte Auskämmen. Die Methode hat eine Empfindlichkeit von 91 %. Würde man sich auf die visuelle Inspektion verlassen, wäre die Häufigkeit von Kopflausträgern um den Faktor drei unterschätzt. Eine visuelle Inspektion ist dagegen besser geeignet, wenn man nur nach Eiern suchen will. Hierbei beträgt die Methodenempfindlichkeit 86 %.
Kopfläuse lassen sich nicht mit anderen Objekten auf der Kopfhaut verwechseln. Die Diagnose ist also immer eindeutig. Junge Läuse sind allerdings so klein, dass man sie mit bloßem Auge nur schwer erkennen kann. Eier oder Eihüllen sind relativ leicht von Schuppen und eingetrockneten Resten von Haargel, Haarspray oder Haarhülsen (Überbleibsel der inneren Wurzelscheide) zu unterscheiden. Eier kleben in einem spitzen Winkel an einem Haar, haben alle dieselbe ovale Form und lassen sich auch mit einem Läusekamm nur schwer entfernen. Kosmetikreste und Schuppen sind dagegen von unregelmäßiger Form und können leicht abgestreift werden.

## Behandlung und hygienische Maßnahmen

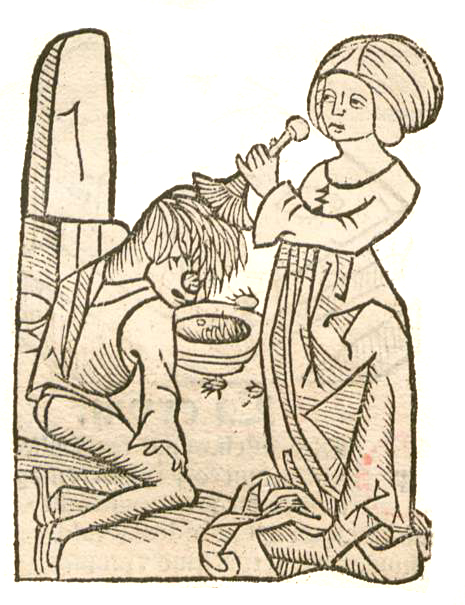
Hortus sanitatis, Mainz 1491. Abb. zum Kapitel Pediculus – Laus

### Überblick
Entgegen populärer Meinung hat häufiges Waschen der Haare keinen Einfluss auf den Befall mit Kopfläusen. Nissen sind durch einfache Haarwäsche nicht zu entfernen und lassen sich auch nicht ohne weiteres abstreifen. Ebenso sind Saunaaufenthalte, Föhnen des Haares oder Benutzung gewöhnlicher Trockenhauben keine Bekämpfungsmittel und führen möglicherweise sogar zu einer zusätzlichen Kopfhautschädigung.
Prinzipiell bestehen drei Möglichkeiten, einen Kopflausbefall zu behandeln:
- die mechanische Entfernung von Kopfläusen mit Hilfe eines Läusekamms,
- die lokale Anwendung eines Kopflausmittels auf der Kopfhaut und
- die Einnahme von Substanzen, die Kopfläuse beim Blutsaugen aufnehmen und diese anschließend abtöten

Lokal wirksame Kopflausmittel lassen sich nach ihrem Wirkprinzip in zwei Gruppen unterteilen: Produkte, die auf das Nervensystem der Läuse toxisch wirken (also ein chemisches Wirkprinzip haben) und Produkte, die physikalisch wirken. Eine andere Unterscheidung richtet sich nach der Gewinnung der Inhaltsstoffe: definierte chemische Substanzen oder Substanzkombinationen oder ein komplexes Substanzgemisch aus Pflanzenextrakten.
Grundsätzlich gilt, dass nur dann behandelt wird, wenn zumindest eine lebendige Kopflaus entdeckt wurde oder Eier mit entwicklungsfähigen Lausembryonen an den Haaren nachweisbar sind (siehe Abschnitt „Diagnose“). Kleben nur Nissen (Eihüllen) an den Haaren und ist keine Laus auf der Kopfhaut nachweisbar, braucht nicht behandelt zu werden.
Da bei einem erstmaligen Befall mit Kopfläusen in der Regel 4–6 Wochen vergehen, bis die Krankheit erkannt wird, hat der Patient in der Zwischenzeit mit großer Wahrscheinlichkeit andere Personen angesteckt. Daraus leitet sich die Empfehlung ab, alle Personen, mit denen in den vergangenen 14 Tagen Kopfkontakt bestand, auf Kopflausbefall zu untersuchen (siehe Abschnitt „Diagnose“) und beim Nachweis von Kopfläusen zu behandeln.

### Mechanische Entfernung

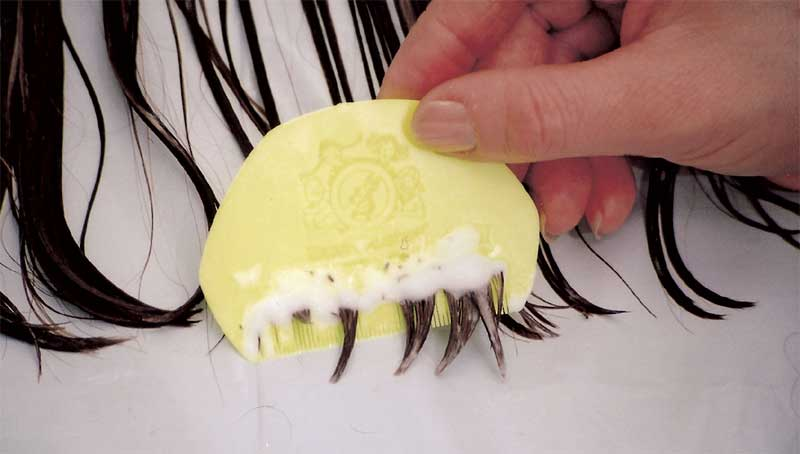
Läusekamm (Bug Buster) bei der Auskämmediagnose mit Pflegespülung

Läusekämme werden seit tausenden von Jahren eingesetzt, man hat sie beispielsweise als Grabbeigaben bei ägyptischen Mumien gefunden. Die Methode ist zuverlässig, wenn sie konsequent durchgeführt wird. Um sicher alle Kopfläuse – auch die, die noch aus vorhandenen Eiern schlüpfen – zu entfernen, muss das Haar drei bis vier Wochen lang zwei Mal pro Woche ausgekämmt werden. Es gibt Kämme mit Kunststoff- oder Stahlzinken. Entscheidend ist, dass die Zinken absolut parallel stehen und der Zinkenabstand nicht mehr als 0,2 mm beträgt. Ein vorab angefeuchtetes Haar (siehe Abschnitt „Diagnose“) lässt sich leichter auskämmen als trockenes Haar.
Eier und Eihüllen lassen sich leichter abstreifen, wenn die Haare vorab mit Essig angefeuchtet werden. Da in der Regel nur an verhältnismäßig wenigen Haarsträhnen Eier oder Eihüllen (Nissen) haften, kann man die betroffenen Haare auch einfach abschneiden. Für einen Außenstehenden ist dies meist nicht sichtbar. Eine vollständige Rasur des Kopfes beseitigt sicher alle Läuse und Eier; bleibt der Grund der Rasur allerdings nicht verborgen, werden die Betroffenen – zumal wenn Kinder betroffen waren – möglicherweise gehänselt.
Das Robert Koch-Institut empfiehlt seit 2007: Während der Schwangerschaft und in der Stillzeit, bei MCS-Syndrom (multiple Überempfindlichkeit gegen chemische Substanzen) und Chrysanthemenallergie sollten Kopfläuse rein mechanisch durch nasses Auskämmen mit dem Läusekamm entfernt werden.

### Lokal wirkende Substanzen
Es handelt sich um rezeptfreie, apothekenpflichtige Arzneimittel, um Medizinprodukte, die in der Apotheke oder Drogerie verkauft werden, oder Kosmetika, die im Fachhandel oder über das Internet vertrieben werden.

#### Substanzen mit einem chemischen Wirkmechanismus
Kopflausmittel, die toxisch auf das Nervensystem der Laus wirken, sind Insektizide aus der Gruppe der Carbamate (Carbaryl), Organophosphate (Malathion), synthetischen Pyrethroide wie Allethrin, Permethrin oder Deltamethrin oder Pyrethrum (natürlicher Chrysanthemenextrakt). Einige Produkte enthalten zusätzlich die Substanz Piperonylbutoxid. Da diese Substanzen nicht sicher auf Lauseier wirken, ist eine zweite Behandlung nach 8–10 Tagen (wenn alle in den Eiern vorhandenen Lausembryos geschlüpft sind) häufig notwendig. Einzige Ausnahme bilden Permethrin-Präparate, bei denen gegebenenfalls eine einmalige Anwendung ausreichend ist. Produkte mit einem chemischen Wirkmechanismus werden von Fachleuten zunehmend kritisch beurteilt, da sich weltweit Populationen von Kopfläusen entwickelt haben, die gegen chemisch wirkende Substanzen resistent sind. In Großbritannien beispielsweise beträgt die Wirksamkeit von Permethrin weniger als 50 %. Eine britische Studie etwa wies bei 3000 englischen Schülern eine Resistenz in über 80 Prozent der Fälle nach. Zu ähnlichen Ergebnissen kam eine Studie aus Israel. Sind Kopfläuse gegen eine Substanzgruppe resistent, wirken häufig auch andere Substanzen aus derselben oder einer anderen Substanzgruppe nicht mehr. Es empfiehlt sich die Überprüfung des Behandlungserfolgs mit einem Nissenkamm. Pyrethrum und Pyrethroide gelten bei bestimmungsgemäßem Gebrauch als sicher. Die häufigste Nebenwirkung ist Juckreiz und Brennen der Kopfhaut. Auf die Kopfhaut aufgebrachte Pyrethroide durchdringen die Haut in unwesentlichen Mengen, ihre ungiftigen Metabolite gelangen in die Blutbahn und werden zeitverzögert über Niere oder Darm ausgeschieden. Ist die Kopfhaut aufgekratzt, dringen die Substanzen leichter in den Körper ein. Sehr selten kommt es zu Übelkeit. Werden Substanzen mit einem chemischen Wirkprinzip versehentlich geschluckt, können ernste neurologische Komplikationen auftreten. Eine französische Studie deutet darauf hin, dass eine frühere Anwendung von chemisch wirkenden Substanzen möglicherweise das Erkrankungsrisiko für Leukämie erhöht. Pyrethrum und Pyrethroide können eine Allergie auslösen bzw. eine existierende Allergie auf Chrysanthemen verstärken.
In Deutschland sind folgende Produkte im Handel:
- Infectopedicul enthält als Wirkstoff das Pyrethroid Permethrin. Die Zeitschrift Öko-Test hat das Präparat in einem Produktvergleich im März 2006 als gut wirksam empfohlen, allerdings nur mit der Note ausreichend wegen Bedenken aufgrund der giftigen Wirkung auf Warmblüter wie den Menschen.[66]
- Goldgeist forte enthält den aus der dalmatinischen Insektenblume (Chrysanthemum cinerariaefolium) gewonnenen Pyrethrumextrakt; weitere Komponenten sind der synthetische „Wirkungsverstärker“ Piperonylbutoxid, sowie Chlorkresol und Diethylenglycol als Hilfsstoffe. Chlorkresol kann allergische Hautreaktionen verursachen. Diethylenglycol ist beim Verschlucken gesundheitsschädlich.
- Jacutin Pedicul Spray enthält das Pyrethroid Allethrin, kombiniert mit Piperonylbutoxid.

Diese drei Arzneimittel sind nach § 18 IfSG durch das Bundesamt für Verbraucherschutz und Lebensmittelsicherheit als Entwesungsmittel zur Bekämpfung von tierischen Schädlingen geprüft und anerkannt.
Die Arzneimittel Jacutin-Gel und Quellada H Shampoo mit dem Wirkstoff Lindan wurden mit dem Inkrafttreten der Verordnung (EG) Nr. 850/2004, die die Anwendung dieses Biozids verbot, Ende 2007 vom Markt genommen.
Eine 2012 untersuchte Therapie besteht in der Applikation einer 0,5%igen Ivermectin-Lotion, die einmalig ins trockene Haar eingerieben wird, zehn Minuten belassen und dann ausgewaschen wird. Diese Lotion wurde in den Vereinigten Staaten unter dem Handelsnamen Sklice zugelassen und zeigte in einer doppelblinden placebo-kontrollierten Studie bei Kindern ab dem sechsten Lebensmonat zusammen mit hygienischen Umgebungsmaßnahmen eine Lausfreiheit von 95 % nach zwei Tagen und 74 % nach fünfzehn Tagen (Placebo: 31 % und 18 %) bei sehr guter Verträglichkeit sowie eine ebenso gute Wirksamkeit bei Permethrin- und Pyrethrin-Resistenz.

#### Substanzen auf pflanzlicher Basis
Kopflausmittel auf pflanzlicher Basis sind komplexe Gemische. Sie bestehen typischerweise aus ätherischen Ölen und/oder Fettsäuren. In Laborversuchen haben sich zahlreiche ätherische Öle/Fettsäuren als wirksam erwiesen. Die Wirksamkeit einzelner ätherischer Öle hängt von ihrer Konzentration und der Art des Lösungsmittels ab. Für die meisten Produkte ist die Wirksamkeit nur im Laborexperiment belegt. Das Produkt Paranix, eine Kombination aus Kokos-, Ylang Ylang- und Anisöl, wurde in Studien am Menschen mit anderen Kopflausmitteln verglichen. Es zeigte in Israel eine Wirksamkeit von 92 % und in Großbritannien eine Wirksamkeit von 82 %. Wie die pflanzlichen Substanzen wirken, ist nicht untersucht. Einige Substanzen haben eindeutig einen neurotoxischen Wirkmechanismus, für andere wird ein physikalisches Wirkprinzip angenommen. LICENER Shampoo gegen Kopfläuse enthält Extrakte aus dem entölten Samen des Neem-Baums und soll eine physikalische Wirkung entfalten, indem das Trachealsystem der Läuse verschlossen wird, so dass diese ersticken. Wenn ein Kopflausmittel aus einer Pflanze hergestellt wird, bedeutet das nicht automatisch, dass es auch ungefährlich ist. Ätherische Öle können eine Allergie verursachen bzw. irritieren die Haut. Die Verträglichkeit von Medizinprodukten und Kosmetika auf pflanzlicher Basis ist schlecht dokumentiert. Bereits früher mussten Produkte auf pflanzlicher Basis wegen möglicher Gesundheitsschäden auf Betreiben der Gesundheitsbehörden vom Markt genommen werden.

#### Physikalisch wirkende Produkte
Eine neue Generation von Kopflausmitteln beseitigt die Parasiten auf physikalischem Wege. Die meisten Produkte enthalten Dimeticon, ein Silikonöl. Silikonöle haben je nach Länge der Molekülketten hervorragende Kriech- und Spreiteigenschaften, sind extrem dünnflüssig oder dickflüssig bis wachsartig. Aufgrund ihrer physikalischen Eigenschaften kann Dimeticon Oberflächen sehr gut benetzen. Es kann in mikroskopisch winzige Öffnungen, beispielsweise die Atemöffnungen von Läusen, eindringen und auch feinstrukturierte Oberflächen mit einem Ölfilm überziehen. Die Wirkung auf Kopfläuse tritt innerhalb weniger Minuten ein. Durch das physikalische Wirkprinzip und den schnellen Wirkungseintritt ist es extrem unwahrscheinlich, dass sich resistente Parasiten entwickeln.
Versehentlich über den Mund aufgenommenes Silikonöl wird unverändert über den Darm wieder ausgeschieden. Es tritt keine Verstoffwechselung ein. Dementsprechend gilt die Substanzgruppe als ungiftig.
In Deutschland sind verschiedene Dimeticon-haltige Kopflausmittel auf dem Markt. Die Produkte unterscheiden sich hinsichtlich der Dimeticonkonzentration, der Einwirkzeit, der Zusammensetzung aus Dimeticonen unterschiedlicher physikalischer Eigenschaften und der Beimischung von pflanzlichen Zusatzstoffen, die ihrerseits eine Wirkung auf Kopfläuse haben. Für die Kopflausmittel NYDA und EtoPril liegen in wissenschaftlichen Fachzeitschriften veröffentlichte Daten über die Wirksamkeit am Menschen vor. NYDA zeigte bei Kindern aus brasilianischen Slums mit sehr vielen Kopfläusen eine Wirksamkeit von 97 %, bei EtoPril lag die Wirksamkeit je nach Studienort und Studienart zwischen 70 und 97 %. Für die anderen Produkte ist die Wirksamkeit bislang nicht ausreichend dokumentiert. Neuentwicklungen im Bereich der Dimeticone zielen speziell auf eine Verringerung der Einwirkzeit ab. So ist z. B. bei DIMET20 eine 20-minütige Inkubationszeit ausreichend, gegenüber 8 Stunden bei NYDA.  Weitere Präparate mit Dimeticon sind Hedrin und Jacutin Pedicul Fluid.
Über die Wirkung von Dimeticonen auf Lauseier gibt es bislang nur Laboruntersuchungen. Sehr gute Ergebnisse zeigte im Labor DIMET20. Eine weitere Untersuchung zeigt, dass die Wirkung stark von den physiko-chemischen Merkmalen des eingesetzten Dimeticons abhängt. Zwei Dimeticon-haltige Produkte zeigten eine sehr gute Wirkung, ein anderes Produkt überhaupt keine. Solange die Wirksamkeit von Dimeticon-haltigen Produkten auf Eier nicht durch Studien am Menschen bestätigt ist, müssen auch diese Produkte zwei Mal im Abstand von 8–10 Tagen angewandt werden.
NYDA und Jacutin Pedicul Fluid sind nach § 18 Infektionsschutzgesetz (IfSG) durch das BVL zur Bekämpfung von tierischen Schädlingen geprüft und anerkannt.
Dimeticon-haltige Läusemittel sind teilweise entflammbar. Behandeltes Haar ist vor offenen Flammen zu schützen. Ein von der Stiftung Warentest im September 2018 publizierter Vergleich von 12 Läusemitteln ergab, dass nur die drei getesteten Präparate mit dem Wirkstoff Dimeticon die Bestnote „geeignet“ erhielten.
Mosquito Läuse-Shampoo 10 enthält Mineralöl und wird mit einer zehnminütigen Einwirkzeit angewendet. Das Öl soll neben dem Blockieren der Atemöffnungen auch die Wachsschicht auf dem Exoskelett angreifen und so zum Absterben der Läuse führen. Die Wirksamkeit wird in einer wissenschaftlichen Studie mit 96,1 % angegeben. Das Präparat ersetzt das als Entwesungsmittel anerkannte Vorgängerprodukt Mosquito Läuse-Shampoo mit dem Wirkstoff Sojaöl, welches der Hersteller vom Markt genommen hat. EtoPril Läuseschaum enthält 1,2-Octandiol. Als Wirkmechanismus wird eine Störung des Wasserhaushalts durch eine Schädigung der Schutzschicht auf dem Chitinpanzer der Läuse angenommen. Zur Wirksamkeit liegt eine Studie vor.
Einige der Mittel werden als erstattungsfähige Medizinprodukte gemäß Arzneimittel-Richtlinie in Deutschland durch die gesetzlichen Krankenkassen für Kinder bis zum 12. Lebensjahr übernommen, wenn sie von einem Arzt verordnet werden.

### Vergleich von mechanischer mit chemischer Entfernung
Voraussetzungen für eine erfolgreiche mechanische Entfernung sind die richtige Kämmtechnik und ein geeigneter Läusekamm mit eng stehenden Zinken. In einer Studie haben Hill und andere Wissenschaftler von der London School of Hygiene and Tropical Medicine 2005 die rein mechanische Entfernung, also das Kämmen von nassen Haaren (Kämmmethode), mit der chemischen Entfernung durch die Insektizide Malathion oder Permethrin verglichen. Ergebnis: Nach 15 Behandlungstagen wiesen 57 Prozent der Probanden der Kämmmethode keine Kopfläuse und Nissen mehr auf, jedoch waren nur 13 Prozent der chemisch behandelten Probanden läusefrei. In dieser Arbeit war die Kopflausentfernung mit einem speziellen Nissenkamm und der richtigen Kämmtechnik effektiver als eine Behandlung mit chemischen Mitteln. Dieses Ergebnis erklärten die Forscher mit der zunehmenden Resistenz der Kopfläuse gegenüber den häufig verwendeten Insektiziden. Kritiker bemängeln, dass das chemische Mittel nur einmal und nicht wie üblich und erforderlich zweimal angewendet wurde. Andere Autoren fanden jedoch komplett gegenläufige Ergebnisse, in ihren Studien waren die chemischen Wirkstoffe dem Kämmen überlegen. Wahrscheinlich kommt es sowohl auf die Kämmtechnik und die verwendeten chemischen Präparate auf der einen Seite als auch auf die lokale Resistenzsituation auf der anderen Seite an.

### Orale Behandlung mit Ivermectin
Ivermectin ist ein Medikament gegen Rundwürmer, das auch auf blutsaugende Läuse und Krätzemilben wirkt. Kopfläuse nehmen die Substanz beim Blutsaugen auf. Ivermectin wurde ursprünglich für die Tiermedizin entwickelt und ist in Deutschland nicht für die Behandlung von Kopflausbefall zugelassen. In der Regel ist eine zweimalige Einnahme von 400 µg pro kg Körpergewicht im Abstand von einer Woche ausreichend. In einer Vergleichsstudie bei insektizid-refraktärem Kopflausbefall zeigte sich eine Lausfreiheit nach zwei Wochen bei 95 % im Vergleich zu 85 % unter Behandlung mit 0,5 %igem Malathion.

### Andere Behandlungsmaßnahmen
Kopfläuse können durch eine einmalige Behandlung mit heißer, trockener Luft bekämpft werden. Demnach reicht eine einzige gründliche Behandlung mit einem speziellen Warmluft-Gerät, um 98 % der Nissen und 80 % der Kopfläuse zu töten; die verbleibenden Kopfläuse seien nicht mehr fortpflanzungsfähig. Die Behandlungsmethode verspricht hohen Erfolg mit vergleichsweise einfacher und kurzer Anwendungsdauer ohne Insektizide. Die Verwendung herkömmlicher Haartrockner wird jedoch nicht empfohlen, da die Luft zu heiß werde und nicht ausreichend gezielt zur Kopfhaut geleitet werden könne.
In einer 2005 im Journal of Pediatrics erschienenen Studie wurden sechs Heißluft-Verfahren getestet – alle Methoden töteten 88 bis 100 % der Eier und bis 80 % der Tiere.
In Österreich wurde in einer Veröffentlichung des Gesundheitsministeriums mit dem Titel „Kopfläuse natürlich bekämpfen“ sowohl die einstündige Einwirkung einer 2,5%igen Essiglösung als auch das Auftragen und zweistündige Einwirkenlassen von 80-prozentiger Mayonnaise empfohlen. Beides allerdings mit der Empfehlung des anschließenden Nassauskämmens.
Die Wirksamkeit von Mayonnaise und Öl ist nicht belegt.

### Hygienische Maßnahmen
Da Kopfläuse sich nur auf dem menschlichen Kopf ernähren und vermehren können, sind hygienische Maßnahmen von untergeordneter Bedeutung. Vorsorglich können Kämme, Haarbürsten, Haarspangen und -gummis in heißer Seifenlösung gereinigt werden und Schlafanzug, Bettwäsche und Leibwäsche gewechselt und Kopfbedeckungen sowie Schals gewaschen werden. Die Reinigung von Polstermöbeln, Gardinen, Teppichböden, Matratzen, Kopfstützen im Auto etc. ist überflüssig. Insektizidhaltige Sprays sind potenziell gesundheitsschädlich und sollen nicht angewandt werden. Eine vorbeugende Wirkung der Applikation von Duftstoffen oder anderen pflanzlichen Produkten auf die Haare ist nicht nachgewiesen.
Als erfolgreich erwiesen sich in Israel, wo nach Schätzungen zuvor eins von zehn Kindern von Kopfläusen befallen war, die im Zuge der COVID-19-Pandemie beschlossenen Schließungen und Abstandsregelungen. Durch das Aussetzen von Schul- und Kindergartenbesuchen über Wochen hätten nach der Einschätzung israelischer Forscher von Mitte Mai 2020 die meisten der zu Beginn der Maßnahmen befallenen Kinder bereits zu Hause Symptome entwickelt und seien inzwischen von den Eltern behandelt worden. Verbliebenen Läusen dürfte das Wechseln von Kind zu Kind durch die Abstandsbestimmungen künftig erschwert werden, so dass mit einem deutlichen Rückgang der Kopflauspopulation zu rechnen sei.

## Gesetzliche Bestimmungen in Deutschland
Werden bei einem Kind, das eine Gemeinschaftseinrichtung – beispielsweise Hort, Kindergarten oder Schule – besucht, Kopfläuse entdeckt, so müssen die Eltern gemäß § 34 Abs. 5 Infektionsschutzgesetz (IfSG) der Gemeinschaftseinrichtung den Kopflausbefall melden. Leiter von Gemeinschaftseinrichtungen sind nach § 34 Abs. 6 IfSG verpflichtet, das zuständige Gesundheitsamt über einen festgestellten Kopflausbefall zu benachrichtigen. Wird eine Pediculosis capitis während des Besuchs einer Einrichtung zufällig entdeckt, so braucht das betreffende Kind nicht sofort nach Hause geschickt zu werden. Die Eltern müssen die Durchführung einer sachgerechten Behandlung mit einem nachweislich geeigneten Arzneimittel oder Medizinprodukt mündlich oder schriftlich bestätigen. Das Kind kann anschließend die Gemeinschaftseinrichtung wieder besuchen. Ein ärztliches Attest ist nicht nötig, kann von der Einrichtung jedoch verlangt werden, wenn ein Kind mehrfach Kopfläuse hat.

## Volksglaube
Auch heutzutage werden Befallene oft noch ungerechtfertigt stigmatisiert, obwohl die Sauberkeit bei der Übertragung in modernen Industriestaaten kaum mehr eine dominante Rolle spielt. Aktuell hängt hier die Verbreitung von Kopfläusen viel stärker davon ab, ob viele Menschen auf engem Raum zusammenleben (Kindergarten, Schule, Ferienlager, Schullandheim etc.), ob sie einen engeren oder distanzierteren Umgang untereinander pflegen („kuscheln“) und ob sie beispielsweise aus falscher Scham einen Kopflausbefall längere Zeit verheimlichen. Früher war es oft in den unteren sozialen Schichten der heutigen Industriestaaten um die Hygiene und die Sauberkeit wesentlich schlechter bestellt, besonders wenn größere Gruppen von ihnen auf engstem Raum gelebt haben. Vornehmlich in ärmeren Staaten treffen diese Bedingungen jedoch durchaus auch noch heute auf größere Bevölkerungsgruppen zu und erleichtern damit in diesen Regionen auch eine Ausbreitung der Kopflaus.
Bei manchen Volksgruppen gilt der Lausbefall jedoch als Zeichen von Gesundheit, da irrtümlich davon ausgegangen wird, dass schädliche Säfte durch Läuse abgesaugt würden.
In der mittelalterlichen Medizin wurden Kopfläuse bzw. Menschenläuse nicht nur als Ungeziefer angesehen, sondern auch (in der Vorstellung der Humoralpathologie) als durch schlechte Säfte, insbesondere feucht-kalter Natur, verursachte Ausscheidung.